# 欧特方丹
欧特方丹（法語：Hautefontaine，法語發音：[otfɔ̃tɛn]）是法国瓦兹省的一个市镇，属于贡比涅区。

## 地理
欧特方丹（49°21'57"N, 3°3'41"E）面积5.57 平方千米，位于法国上法蘭西大區瓦兹省，该省份为法国北部内陆省份，北起索姆省，西接厄尔省和滨海塞纳省，南至塞纳-马恩省和瓦兹河谷省，东临埃纳省。
与欧特方丹接壤的市镇（或旧市镇、城区）包括：蒙蒂尼朗格兰、莫特方丹、谢勒、库尔雪、克鲁图瓦、若尔济。

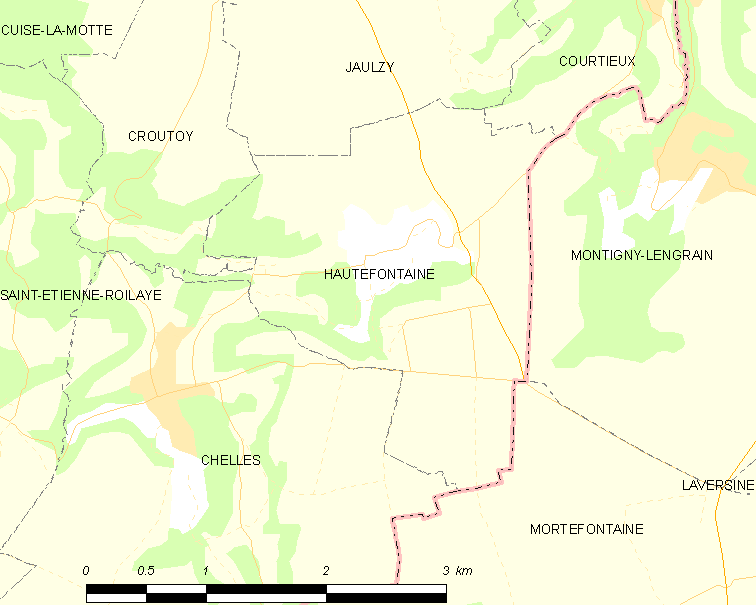
欧特方丹的OSM定位图

欧特方丹的时区为UTC+01:00、UTC+02:00（夏令时）。

## 行政
欧特方丹的邮政编码为60350，INSEE市镇编码为60305。

## 政治
欧特方丹所属的省级选区为贡比涅第二县。

## 人口

1962-2008年间欧特方丹人口变化图示

欧特方丹于2022年1月1日时的人口数量为347人。